# George Aldor
George Aldor (geboren  28. Juli 1910 in Wien, Österreich-Ungarn; gestorben 14. Oktober 1999 in Paris) war ein US-amerikanischer Verleger.

## Leben
George Aldor emigrierte nach dem Anschluss Österreichs 1938 in die USA. Er wurde Soldat in der US-Army und kam als Besatzungssoldat nach Hessen. Dort lernte er 1946 Maria Harriet Schleber (1917–1974) kennen, Inhaberin des Harriet Schleber Verlags und Tochter von Werner von Alvensleben. Beide initiierten in Kassel die kurzlebige literarische Zeitschrift Das Karussell. Im Jahr 1947 heirateten sie und gingen nach New York, die Eheleute trennten sich 1969 und Harriet Aldor zog nach München. 
Aldor arbeitete in einem Handelsunternehmen und wechselte später als General Manager zum Verlag Praeger Publishers. 1966 verkaufte Frederick A. Praeger das Unternehmen an den von William Burnett Benton kontrollierten Verlag der Encyclopædia Britannica, und Aldor wurde nach F. A. Praegers Rückzug im Jahr 1968 Präsident bei Praeger Publishers. Außerdem wurde er in den Vorstand von Phaidon Press berufen. Die Verlage wechselten in den nächsten Jahren mehrfach die Organisationsform und den Besitzer, und Aldor schied bei Praeger aus.
Ab Mitte der 1970er Jahre arbeitete Aldor in Paris für Rizzoli Publishing New York als Agent für europäische Literatur.     